# Gymnothorax nudivomer
Gymnothorax nudivomer es una especie de pez de la familia de los morénidas en el orden de los Anguilliformes.

## Morfología
Los machos pueden llegar a alcanzar los 180 cm de longitud total.

## Distribución geográfica
Se encuentra desde el mar Rojo y Transkei (Sudáfrica) hasta las Hawái, las islas Marquesas, las islas Ryukyu y Nueva Caledonia.

## Galería de imágenes

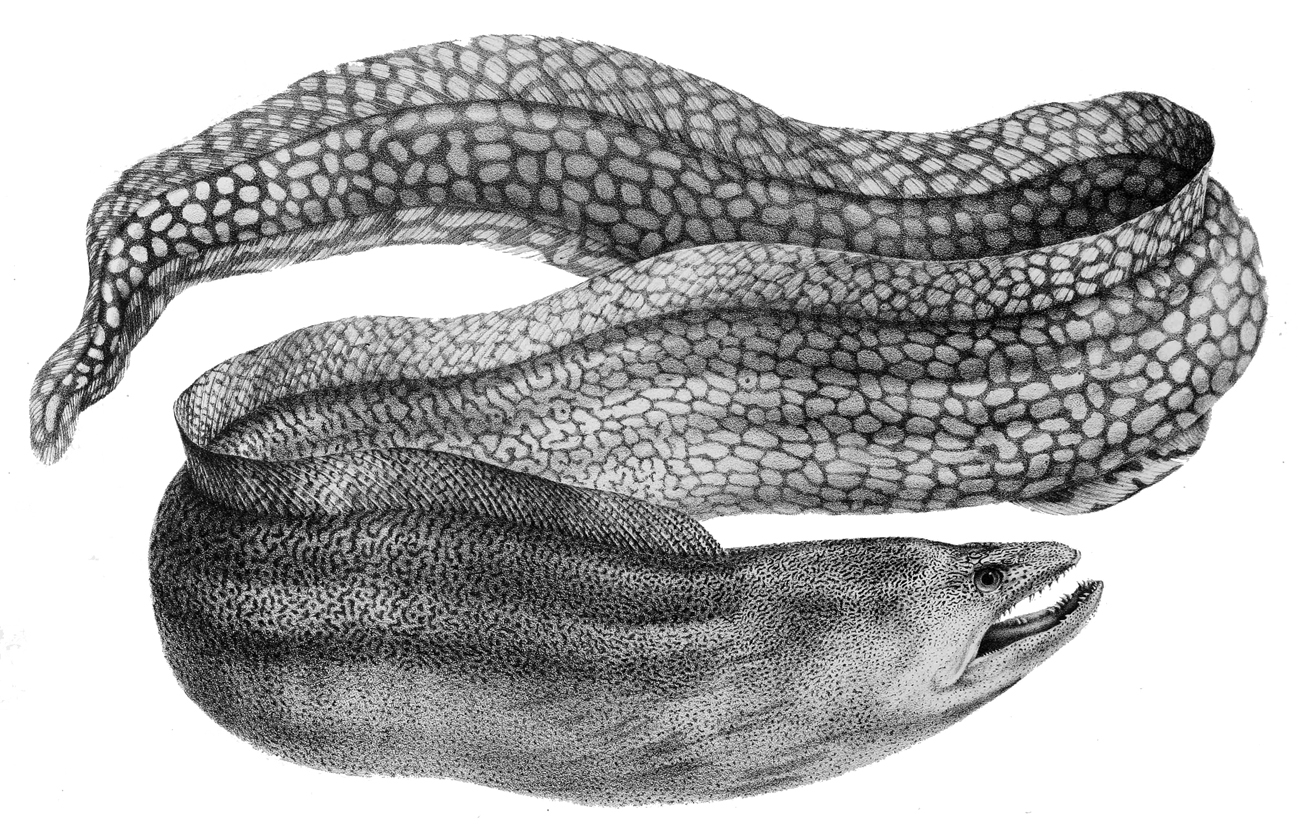
Ilustración.
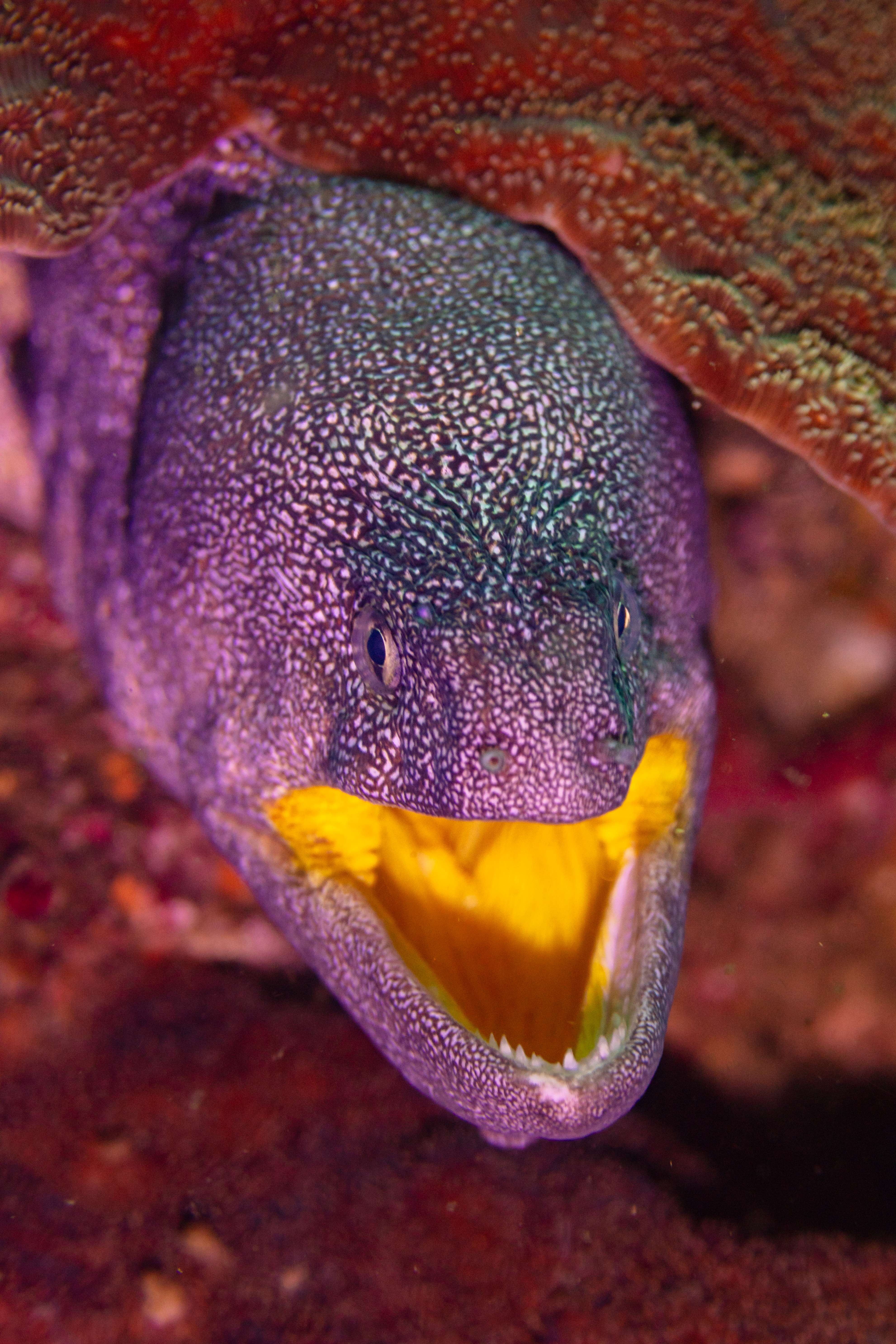
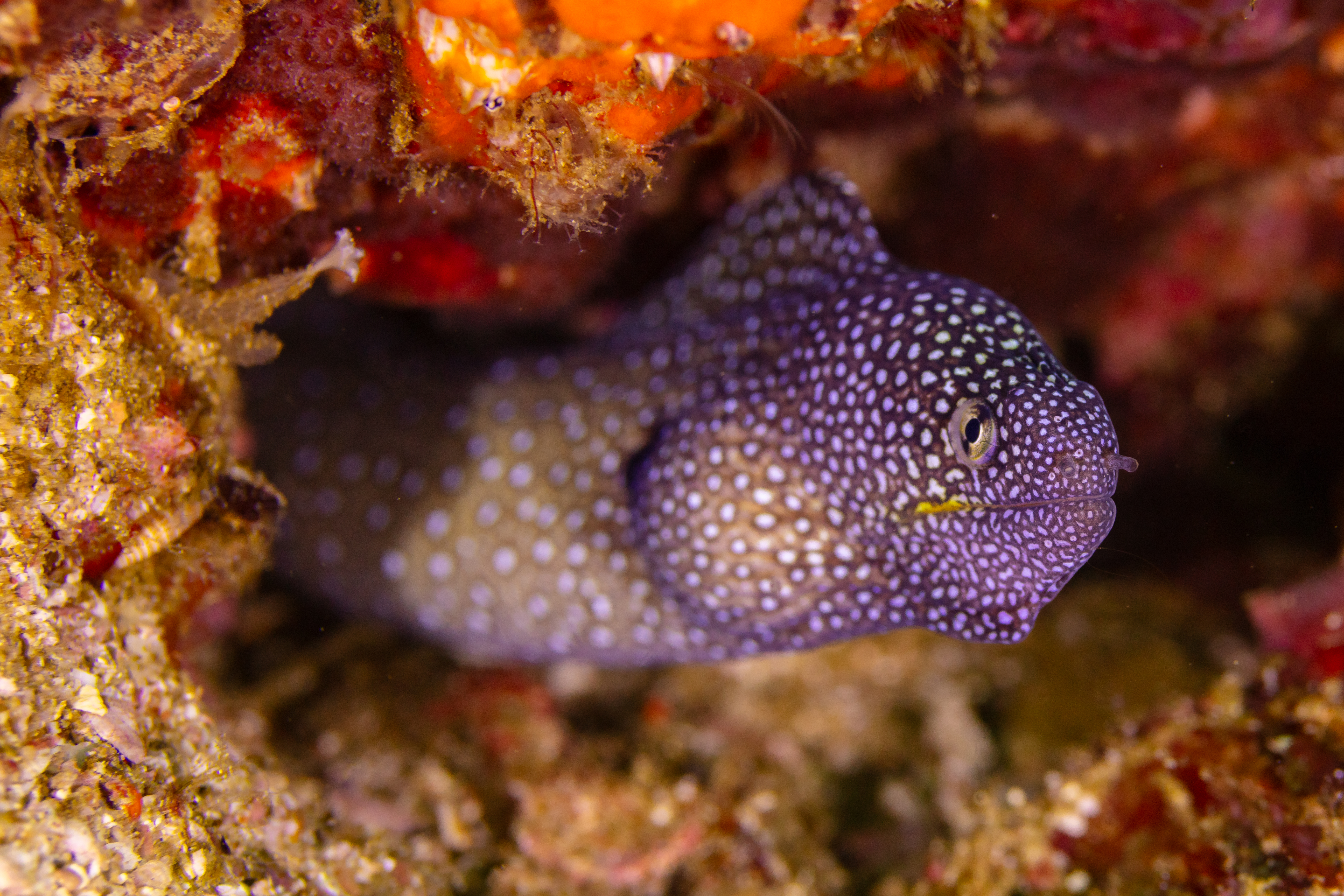
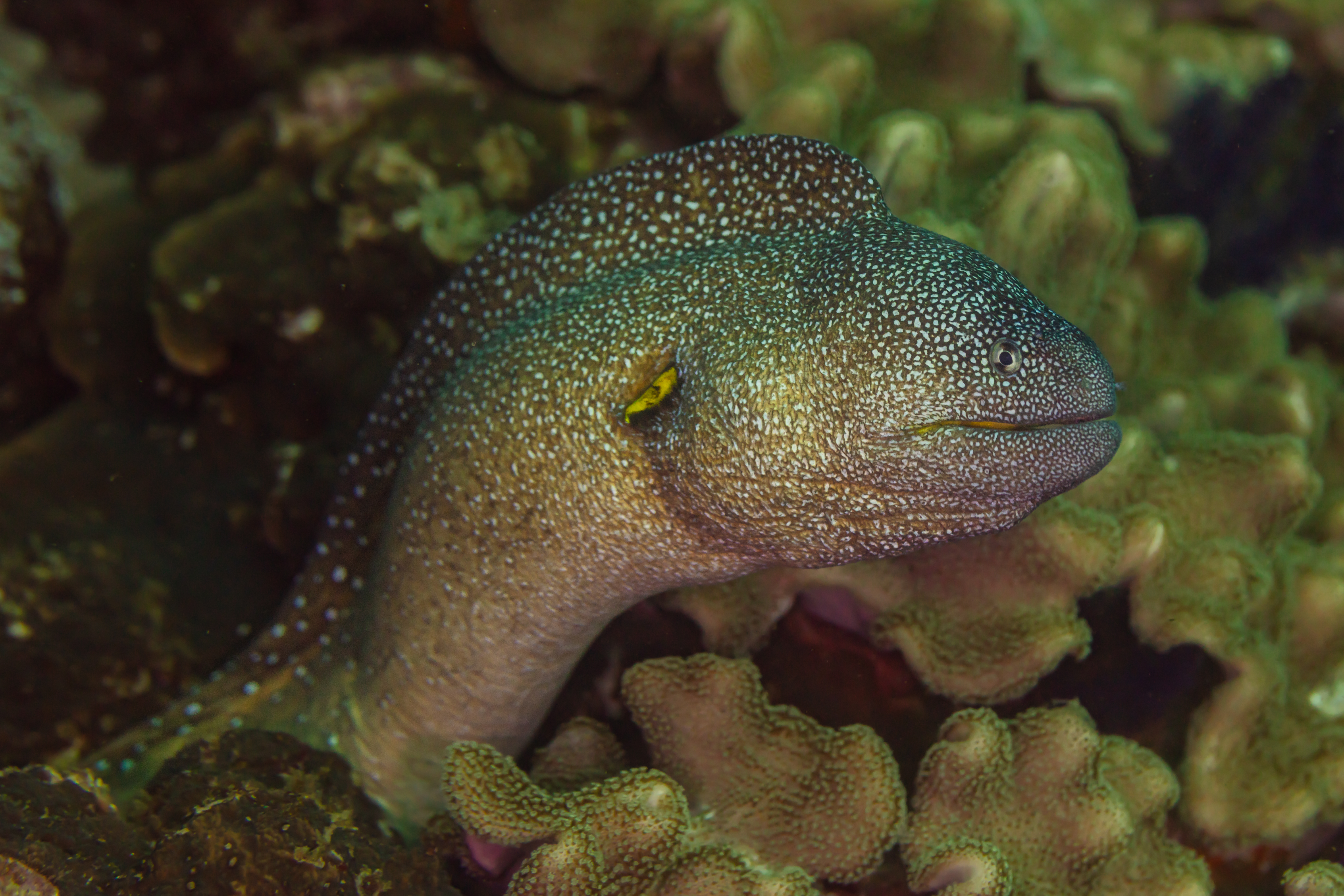
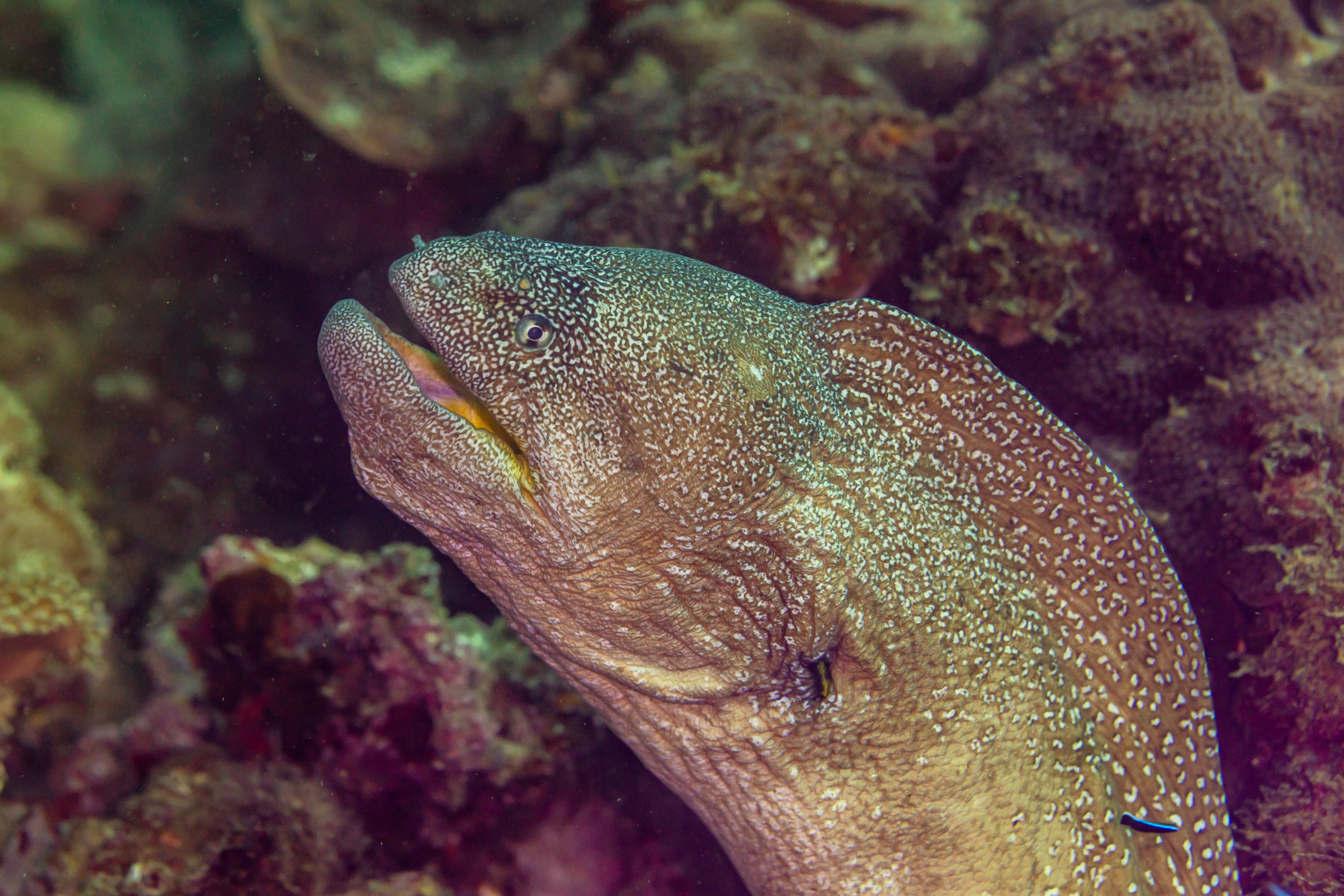